# ناحیه سیدی لعجال
ناحیه سیدی لعجال (به عربی: دائرة سیدی لعجال) یک ناحیه در الجزایر است که در استان جلفه واقع شده‌است.